# Богданов, Леонид Павлович (историк)
Леони́д Па́влович Богда́нов (1925—1998) — советский и российский историк, политический деятель, специалист по военной истории России. Доктор исторических наук (1983), профессор, заслуженный работник культуры Российской Федерации (1995).

## Биография
Родился в 1925 году в Цюрупинске[уточнить].
В 1941 году окончил 8 классов школы, работал фрезеровщиком на заводе, затем вступил в московское ополчение, призван в РККА. Участник Великой Отечественной войны, с 1943 года — на Ленинградском и Прибалтийском фронтах. В 1950 году окончил среднюю школу в Даугавпилсе.
После увольнения в запас с военной службы находился на хозяйственной, общественной и политической работе: партийный работник в Московской области. С 1952 года работал в Государственном Бородинском военно-историческом музее (экскурсовод, заместитель директора по научной работе). Окончил исторический факультет МГУ (1957).
В 1962 году перешёл на работу в Можайский горком КПСС. Первый секретарь Наро-Фоминского горкома КПСС, первый секретарь Ленинского райкома КПСС Московской области, заместитель заведующего отделом пропаганды и агитации Московского обкома КПСС (1967—1976). Делегат XXII и XXIII съездов КПСС. В 1972 году под руководством П. А. Зайончковского защитил кандидатскую диссертацию «Русская армия накануне Отечественной войны 1812 года».
Ректор Московского государственного института культуры (1976—1998). В 1983 году защитил докторскую диссертацию «Русская армия в конце XVIII — первой четверти XIX века: организация, управление, комплектование, вооружение».
Председатель Общества дружбы «СССР — Нидерланды», действительный член Международной академии информатизации и Академии гуманитарных наук.
Умер в Москве в 1998 году.

## Основные работы
- Русская армия в 1812 году. М., 1979;
- На поле Бородинском. М., 1987;
- Военные поселения в России. М., 1992.